# Райт, Джо
Джо́зеф Райт (англ. Joe Wright, род. 25 августа 1972 года, Лондон) — английский кинорежиссёр.

## Биография
Джо Райт родился 25 августа 1972 года в Лондоне, где его родители основали театр Little Angel, расположенный в районе Ислингтон. С ранних лет он проявлял интерес к изобразительному искусству, особенно к живописи. 
В 1980 году он поступил в театральную школу Анны Шер, которую посещал два дня в неделю, в течение десяти лет. В то время он снял несколько короткометражных фильмов в формате Super 8. Эти фильмы позже помогли ему поступить в Колледж искусств Кэмберуэлла. Сначала он хотел стать актером, однако, после смерти отца он решил, что будет заниматься режиссурой. 
В 1991 году он был принят в Центральный колледж искусства и дизайна имени Святого Мартина, где изучал кинематографию. На последнем году обучения он был удостоен стипендии для создания короткометражного фильма, снятого BBC, который назывался Crocodile Snap и был номинирован на премию BAFTA Awards. 
После успеха своего первого короткометражного фильма ему предложили сценарий для сериала Nature Boy (2000). За этим последовали сериалы «Телесные повреждения» (2002) с Тимоти Споллом и высоко оцененный «Карл II: Сила и страсть» (2003) с Руфусом Сьюэллом, который получил премию BAFTA за лучший драматический сериал.

## Личная жизнь
В 2007 году Райт обручился с актрисой Розамунд Пайк, с которой познакомился на съёмках фильма «Гордость и предубеждение». Они расстались в 2008 году.
В 2010 году Райт женился на ситаристке Анушке Шанкар. У них есть двое сыновей — Зубин Шанкар Райт (род. 2011) и Мохан Шанкар Райт (род. 2015). Они развелись в 2018 году.
В настоящее время встречается с актрисой Хейли Беннетт, у пары в конце декабря 2018 родился ребенок [6].

## Фильмография

### Режиссёр
- 1997 — Хлопок крокодила / Crocodile Snap
- 1998 — Конец / The End
- 2003 — Последний король / Charles II: The Power & the Passion
- 2005 — Гордость и предубеждение / Pride & Prejudice
- 2007 — Искупление / Atonement
- 2009 — Солист / The Soloist
- 2011 — Ханна. Совершенное оружие / Hanna
- 2012 — Анна Каренина / Anna Karenina
- 2015 — Пэн: Путешествие в Нетландию / Pan
- 2017 — Тёмные времена / Darkest Hour
- 2021 — Женщина в окне / The Woman in the Window
- 2022 — Сирано / Cyrano

#### Телевидение
| Год  | Название         | Комментарий |
| ---- | ---------------- | ----------- |
| 2000 | Nature Boy       | Мини-сериал |
| 2001 | Боб и Роуз       | 4 эпизода   |
| 2002 | Bodily Harm      | Мини-сериал |
| 2003 | Последний король |             |
| 2016 | Чёрное Зеркало   | «Нырок»     |
| 2024 | Агентство        | 2 эпизода   |
| 2025 | М. Сын века      | Режиссёр    |

## Награды и номинации
| Премия                     | Год  | Фильм                      | Категория                                    | Результат |
| -------------------------- | ---- | -------------------------- | -------------------------------------------- | --------- |
| «Золотой глобус»           | 2008 | «Искупление»               | Лучший режиссёр                              | Номинация |
| BAFTA                      | 1998 | «Хлопок крокодила»         | Лучший короткометражный фильм                | Номинация |
| BAFTA                      | 2006 | «Гордость и предубеждение» | Лучший британский фильм                      | Номинация |
| BAFTA                      | 2006 | «Гордость и предубеждение» | Лучший дебют                                 | Победа    |
| BAFTA                      | 2008 | «Искупление»               | Лучший британский фильм                      | Номинация |
| BAFTA                      | 2008 | «Искупление»               | Лучший режиссёр                              | Номинация |
| BAFTA                      | 2013 | «Анна Каренина»            | Лучший британский фильм                      | Номинация |
| BAFTA                      | 2018 | «Тёмные времена»           | Лучший британский фильм                      | Номинация |
| «Выбор критиков»           | 2008 | «Искупление»               | Лучший режиссёр                              | Номинация |
| «Давид ди Донателло»       | 2013 | «Анна Каренина»            | Лучший европейский фильм                     | Номинация |
| Венецианский кинофестиваль | 2007 | «Искупление»               | Золотой лев                                  | Номинация |
| Венецианский кинофестиваль | 2007 | «Искупление»               | Prize of the Forum for Cinema and Literature | Победа    |